# Section 8
| Críticas profissionais | Críticas profissionais |
| Avaliações da crítica  | Avaliações da crítica  |
| Fonte                  | Avaliação              |
| ---------------------- | ---------------------- |
| Allmusic               | [ 1 ]                  |

Section 8 é o quarto álbum de estúdio do rapper americano MC Eiht, lançado em 8 de Junho de 1999 pela Hoo-Bangin' Records e Priority Records. Este também foi seu primeiro álbum lançado sob a Hoo-Bangin', a gravadora de Mack 10. O álbum apresenta produção de Ant Banks, DJ Slip, Fredwreck, Binky Mack e MC Eiht. Chegou ao número 5 na Billboard Top R&B/Hip-Hop Albums e número 54 na Billboard 200. Um single, "Automatic", chegou ao número 62 na Billboard Hot R&B/Hip-Hop Songs e número 6 na Billboard Rap Songs. Vários cantores apareceram no álbum, incluindo: Ice Cube, Mack 10, Compton's Most Wanted, Techniec and Val Young.
Junto com um single, um video clipe foi produzido para a canção, "Automatic".
A canção, "Thicker than Water", foi ouvida originalmente no filme Thicker Than Water, e também foi lançada como um single e um video clipe para promover a trilha sonora do filme.

## Lista de faixas
1. "Section 8" (Intro)
2. "Livin' n tha Streetz" (featuring Boom Bam)
3. "My Life"
4. "Murder at Night"
5. "Caution"
6. "The Getaway" (skit)
7. "Automatic" (featuring Mack 10)
8. "Strawberriez-n-Cream" (featuring Compton's Most Wanted & High "T")
9. "Flatline"
10. "Dayz of 89'"
11. "Tha Hood Still Got Me Under" (featuring Soultre)
12. "Me and My Bitch" (featuring Techniec)
13. "III: Tha Hood Way" (featuring Mack 10 & Ice Cube)
14. "Thicker than Water" (featuring Val Young)
15. "Tha Nail Shop" (Luther's Outro)

## Histórico nas paradas
Álbum
| Parada (1999)                           | Melhor posição |
| --------------------------------------- | -------------- |
| E.U.A. Billboard 200                    | 54             |
| E.U.A. Billboard Top R&B/Hip-Hop Albums | 5              |

Singles
| Canção      | Parada (1999)                          | Melhor posição |
| ----------- | -------------------------------------- | -------------- |
| "Automatic" | E.U.A. Billboard Hot R&B/Hip-Hop Songs | 62             |
| "Automatic" | E.U.A. Billboard Rap Songs             | 6              |